# Oleksandrijske
Oleksandrijske (ukrainisch Олександрійське; russisch Александрийское Alexandrijskoje) ist eine Siedlung städtischen Typs in der ukrainischen Oblast Kirowohrad mit etwa 4800 Einwohnern (2014).

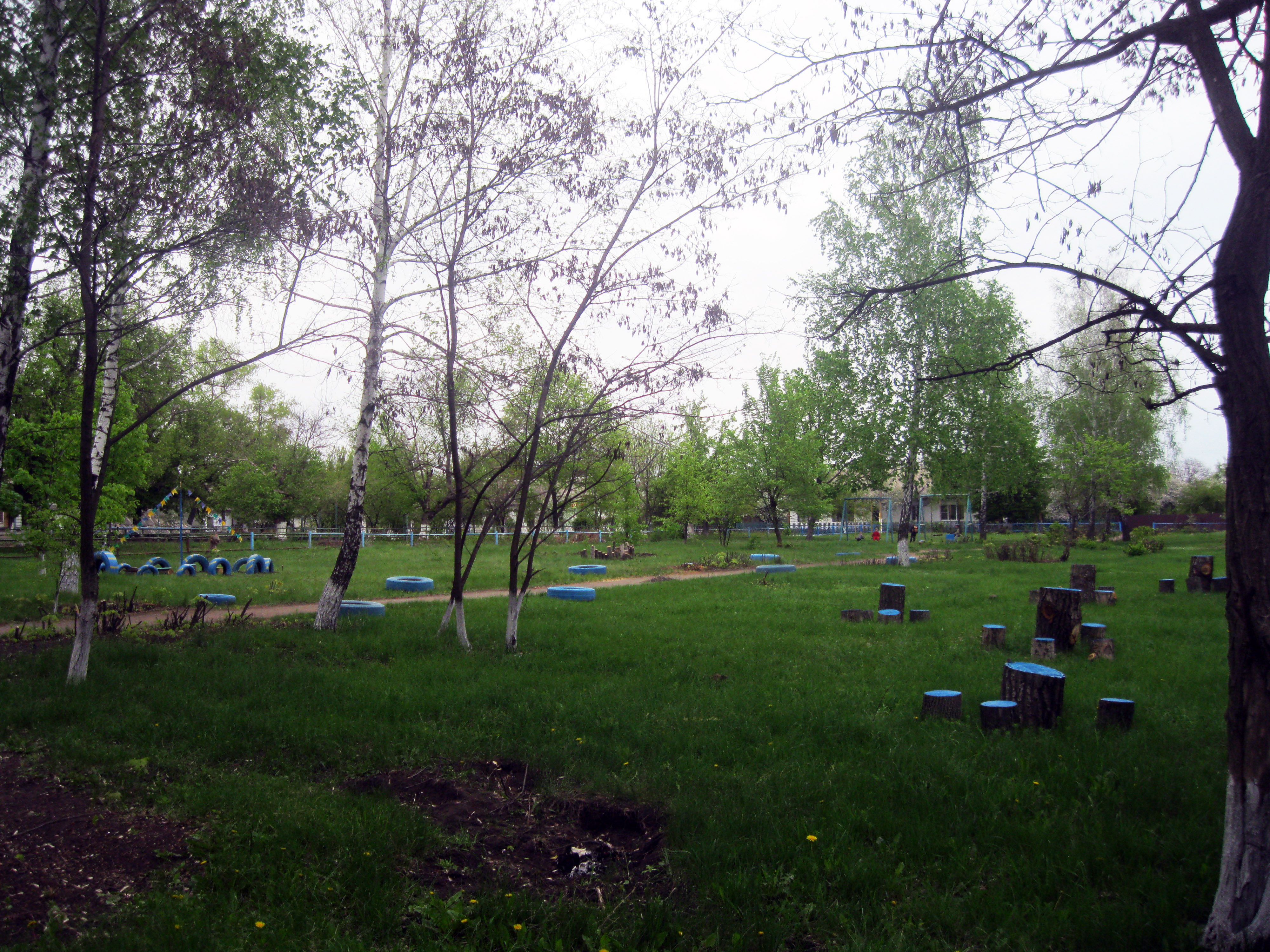
Platz im Ort

Oleksandrijske liegt 16 km südwestlich von Oleksandrija an der Territorialstraße T–12–05, wurde 1947 gegründet und besitzt seit 1949 den Status einer Siedlung städtischen Typs. Bis zum 12. Mai 2016 trug der Ort den Namen Dymytrowe (ukrainisch Димитрове) und wurde dann im Zuge der ukrainischen Dekommunisierung umbenannt.
Am 12. Juni 2020 wurde die Siedlung ein Teil der neugegründeten Stadtgemeinde Oleksandrija, bis dahin bildete sie die gleichnamige Stadtratsgemeinde Oleksandrija (Олександрійська селищна рада/Oleksandrijska selyschtschna rada) als Teil der unter Oblastverwaltung stehenden Stadt Oleksandrija im Westen des ihn umgebenden Rajons Oleksandrija.
Am 17. Juli 2020 kam es im Zuge einer großen Rajonsreform zum Anschluss des Rajonsgebietes an den Rajon Oleksandrija.